# Cerro Brillador
Cerro Brillador är ett berg i Chile.   Det ligger i provinsen Provincia de Elqui och regionen Región de Coquimbo, i den centrala delen av landet, 400 km norr om huvudstaden Santiago de Chile. Toppen på Cerro Brillador är 1 018 meter över havet, eller 385 meter över den omgivande terrängen. Bredden vid basen är 10,4 km.
Terrängen runt Cerro Brillador är huvudsakligen kuperad. Runt Cerro Brillador är det ganska tätbefolkat, med 90 invånare per kvadratkilometer.. Närmaste större samhälle är La Serena, 14,3 km sydväst om Cerro Brillador. 
Omgivningarna runt Cerro Brillador är i huvudsak ett öppet busklandskap.